# 筑豊朝鮮初級学校
筑豊朝鮮初級学校（ちくほうちょうせんしょきゅうがっこう、지꾸호조선초급학교）は、かつて福岡朝鮮学園が運営し福岡県飯塚市にあった朝鮮学校である。日本の幼稚園･小学校に相当する教育を行っていた各種学校（非一条校）が生徒数激減のため閉校となった。
現在校舎は住宅地となっている。

## 沿革
- 1959年 - 田川朝鮮初級学校として開校
- 1973年 - 中級部を設置し筑豊朝鮮初中級学校となる
- 時期不明 幼稚班設置・中級部を外し現校名となる
- 2006年 - 北九州朝鮮初級学校に統合となる

## 学科
- 初級部
- 幼稚班

## 所在地
- 〒820-0067 福岡県飯塚市大字川津95-114